# Ягуш, Вальтер
Вальтер Ягуш (нем. Waler Jagusch; 3 сентября 1912, Берлин, Германская империя — 6 декабря 1981, Коппенбрюгге, ФРГ) — немецкий юрист, гауптштурмфюрер СС, начальник гестапо в Риге.

## Биография
Вальтер Ягуш родился 3 сентября 1912 года в семье владельца гостиницы. В 1932 году вступил в Гитлерюгенд из рядов скаутского движения. 1 января 1933 года вступил в НСДАП (билет № 1436742). После окончания школы изучал право в Берлинском университете. В 1935 году сдал практических экзамен и в 1938 году получил чин асессора. До 1939 года работал в прокуратуре уголовного суда в Моабите. В феврале 1939 года поступил на службу в гестапо и в том же году был зачислен в ряды СС. В гестапо Ягуш отвечал за наблюдение за лицами, эмигрировавшими из нацистской Германии.
После создания Главного управления имперской безопасности (РСХА) 27 сентября 1939 года Ягуш возглавил отдел IV A5 по эмиграционным вопросам. В феврале 1940 года в ведение Ягуша были дополнительно переданы так называемые «еврейские дела», и ему было поручено вести наблюдение за еврейским населением Германии. В конце 1940 года стал руководителем отделения гестапо в Страсбурге.
В августе 1942 года занял пост руководителя гестапо в Риге. На этой должности Ягуш подчинялся командиру полиция безопасности и СД в Остланде Гумберту Ахамер-Пифрадеру. В архивах впервые имя Ягуша появляется в связи со спором по поводу передела награбленного имущества рижского еврейского населения, который вели между собой руководитель министерства восточных оккупированых территорий Альфред Розенберг и рейхсфюрер СС Генрих Гиммлер. Рейхскомиссар Остланда Генрих Лозе, подчинявшийся напрямую Розенбергу, намеревался предотвратить проведение конфискации еврейской собственности в ущерб министерству Розенберга, которую стремились осуществить органы полиции безопасности и СД в Остланде в свою пользу. Согласно его намерению, полиция безопасности и другие новоиспечённые силовые структуры оккупированной Прибалтики должны были бороться за те личные вещи евреев, которые не носили особой материальной ценности.
8 сентября 1941 года в кабинете гебитскомиссара Шяуляя в Литве Ганса Гевеке состоялась встреча между ним и Ягушем, в которой последний от имени начальника айнзацкоманды 3 штандартенфюрера СС Карла Егера потребовал передать всем бургомистрам в местной нацистской администрации, чтобы они в обязательном порядке поставили им всё золото, серебро и драгоценности, которые были изъяты у еврейского населения в ходе многочисленных карательных акций. В свою очередь, Лозе провёл беседу с высшим руководителем полиции и СС в Латвии Гансом Адольфом Прютцманом, в которой пояснил, что за все действия по конфискации и изъятию имущества еврейского населения будет нести ответственность ведомство Розенберга и Розенберг лично. В четырёхчасовом разговоре, состоявшемся между Гиммлером и Розенбергом, который состоялся примерно в этот период, эта тема также была затронута; документально было зафиксировано высказывание о «мелочности рейхсфюрера Лозе», а также были названы «смешными» требования генерального комиссара Белоруссии Вильгельма Кубе о «сохранении прежних условий для СС и полиции» при проведении процедур по конфискации имущества евреев. Ягуш, позиционировавший себя как юридический представитель Гиммлера 13 октября 1941 года на встрече с гражданскими властями Остланда, настаивал на правомочности и необходимости установлении контроля над еврейским имуществом со стороны руководства СС и полицейских ведомств колонии, и утверждал, что существует указ фюрера, который легитимизирует такое положение (однако Кубе не был с ним ознакомлен). Таким образом, Ягуш защищал приоритет СС и органов безопасности в отношении обладания изъятой еврейской собственностью.
28 октября 1942 года состоялась попытка побега еврейских активистов-подпольщиков из Рижского гетто, которая закончилась провалом из-за анонимного доноса, в результате которого был обнаружен склад с оружием. При непосредственном участии гестаповцев большинство участников группы Сопротивления были расстреляны. Тогда же полиция безопасности провела ряд карательных мер против узников гетто. В этот же день, 28 октября, многие люди были взяты в заложники из гетто, 108 человек из них были убиты при участии полицейских из ведомства Ягуша.
Весной 1943 года Ягуш начал вести активную борьбу с партизанами в Латвии. Кроме того, он командовал подразделением, состоящим из латышских и русских коллаборационистов, сформированном для борьбы с партизанами. В мае 1943 года был переведён в Лотарингию, где до окончания войны служил в качестве судебного следователя в суде СС и полиции в Меце. 
После окончания войны Ягуш сначала скрывался в Тюрингии. С 1946 года работал асессором в Детмольде. В 1952 году стал работать адвокатом в Билефельде. Расследования в отношении преступлений Ягуша оказались безрезультатными и впоследствии были прекращены.